# Józef Kaniak (malarz)
Józef Franciszek Kaniak (ur. 9 stycznia 1883 we Lwowie, zm. 9 lutego 1962 w Jarosławiu) – polski malarz.

## Edukacja i praca zawodowa
Był synem Augusta i Tekli z Riedlów. Po ukończeniu sześcioklasowej szkoły ludowej uczęszczał do czteroletniej szkoły zawodowej Malarstwa Dekoracyjnego (1897–1901). Później studiował w Pradze. Najpierw przez dwa lata w Szkole Artystycznego Przemysłu po czym przez następne dwa lata w Akademii Sztuk Pięknych. Kolejnym etapem jego studiów była Akademia Sztuk Pięknych w Krakowie. Trudne warunki materialne zmusiły go do podjęcia pracy zarobkowej w szkolnictwie. Uczył kolejno w Szkole Realnej w Śniatyniu, w Gimnazjum w Wadowicach, w Szkole Realnej w Jarosławiu, na prywatnych Polskich Kursach w Grazu i ponownie w 1918 roku w Jarosławiu. W 1911 roku był jednym z dochodzących nauczycieli, którzy jako pierwsi zatrudnieni zostali w c.k. Państwowej Szkole Rzemiosł Budowlanych. W Gimnazjum II im. Augusta Witkowskiego uczył rysunku i kaligrafii. Opiekował się tam założoną w 1924 roku uczniowską, smyczkową sekcje muzyczną. W 1925 roku zorganizował dział orkiestry dętej. W 1935 roku odszedł na własną prośbę ze szkolnictwa. W latach 1919–1947 sekretarz Towarzystwa Gimnastycznego „Sokół” w Jarosławiu. Podczas okupacji udzielał prywatnych lekcji rysunku. Równocześnie powrócił do szkolnictwa, podejmując prace kontraktowego nauczyciela rysunków w Liceum Ogólnokształcącym. Od 1950 roku uczył rysunku, malarstwa, rzeźby i kompozycji w Państwowym Liceum Sztuk Plastycznych, zaś w latach 1948–1962 pracował w Państwowej Szkole Budowlanej.

## Twórczość artystyczna
Największą aktywność artystyczną przejawiał przed I wojną światową oraz w okresie międzywojennym Uprawiał malarstwo akwarelowe i olejne. Malował portrety, pejzaże i martwą naturę. Swoje pracę w latach 1904–1933 wystawiał we Lwowie, Jarosławiu i Warszawie.

## Rodzina
Jego żoną była Stefania (1882–1947), również malarka.